# 손애성
손애성 MBC 전 기상캐스터 EBS 한국교육방송공사 YTN,KTV 국민방송 케이블 그만둔후 일간스포츠 기자로 활동중